# 贾河站
贾河站是郑州地铁2号线的北端终点车站，位于中华人民共和国河南省郑州市惠济区开元路与娱乐路交叉口，于2019年12月28日启用。

## 车站结构
贾河站的主体结构位于开元路地下，呈东西向布置，为地下二层车站，其中站厅和站台均位于B1层，B2层为连接两侧站厅的过轨通道。
| 1F  | 地面     | 所有出入口                                     |
| B1F | 北侧站厅 | 客服中心、自动售票机、闸机、卫生间             |
| B1F | 侧式站台 | 与北侧站厅付费区一体                           |
| B1F | █ 2号线  | 终点站 仅下客用                                |
| B1F | █ 2号线  | 往南四环/城郊线郑州航空港站方向 （惠济区政府） |
| B1F | 侧式站台 | 与南侧站厅付费区一体                           |
| B1F | 南侧站厅 | 客服中心、自动售票机、行李检查、闸机           |
| B2F | 过轨通道 | 连接两侧站厅非付费区                           |

### 站厅
贾河站设南北两座站厅，与站台同位于B1层，中间被站台和轨道分隔开，均设有客服中心、自动售票机等设施。南侧站厅内设有行李检查设备，北侧站厅近D口通道处设有卫生间和母婴室。两座站厅均由闸机和栏杆分隔为付费区和非付费区，其中付费区分别与同侧的站台连为一体，非付费区通过B2层的过轨通道连接。

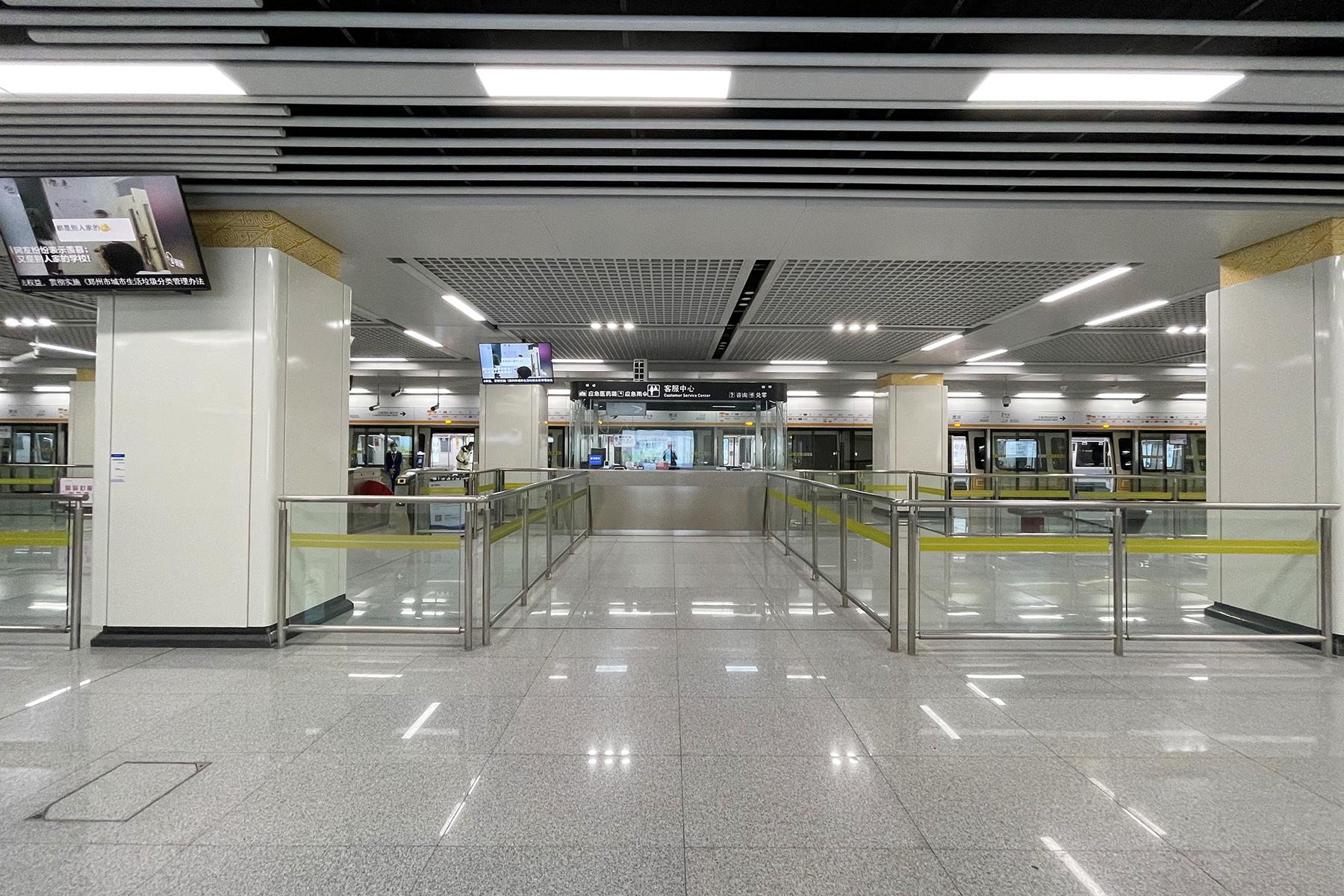
南侧站厅，以及位于站厅和站台之间的客务中心
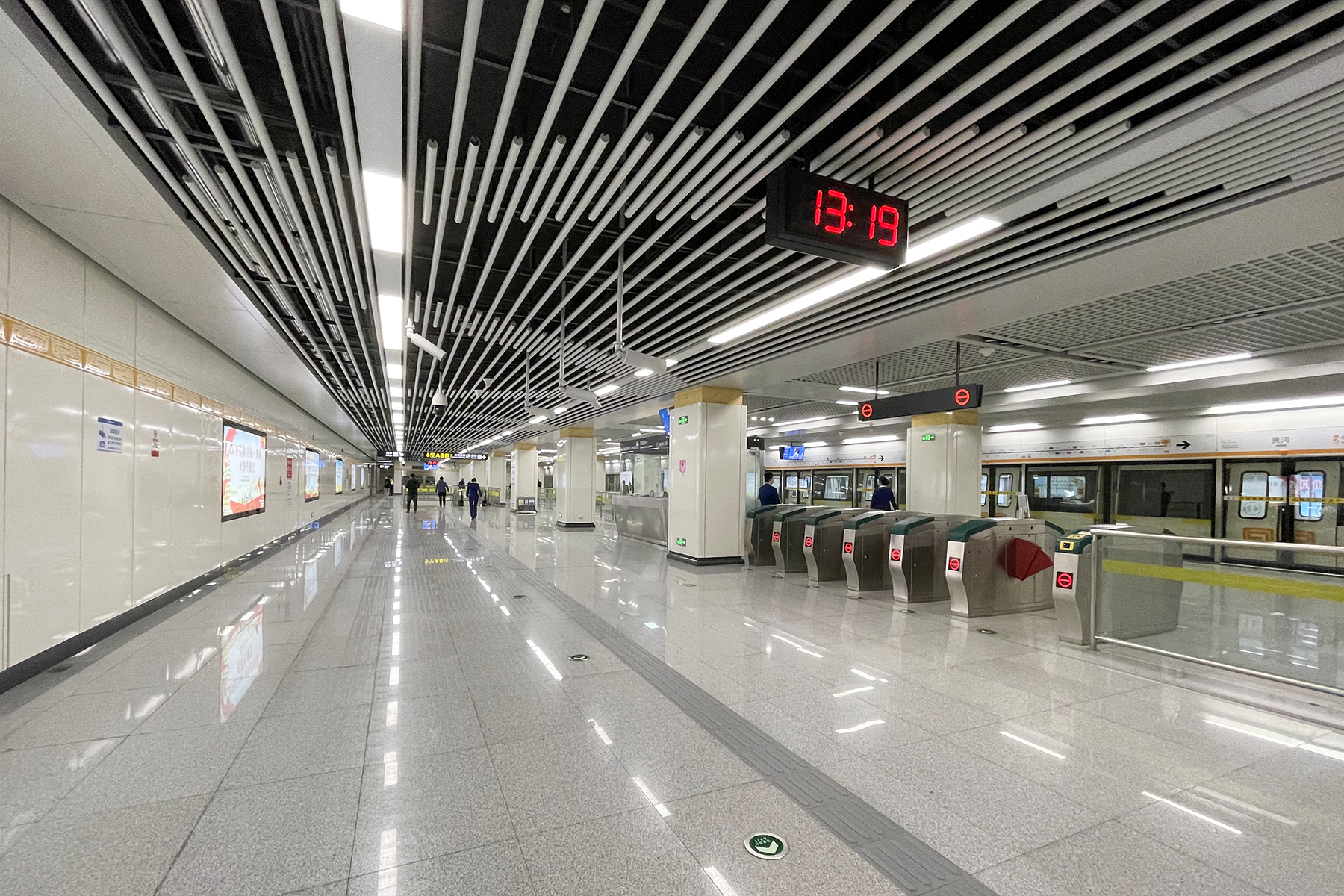
北侧站厅

### 站台
贾河站设两座侧式站台，均安装有高站台门，南北两座站台分别与同侧站厅的付费区连为一体。两座站台均呈东西向布置，其中南侧站台由2号线下行（往南四环/城郊线郑州航空港站方向）的始发列车使用，北侧站台为下客专用站台，由终到该站的列车使用。两个站台之间在付费区内并无通道相连，来往两个站台需出闸并经由设于非付费区的过轨通道。

### 出入口
贾河站设有A、B、C、D共4个出入口，其中A、B口位于开元路南侧，连接南侧站厅的非付费区，C、D口位于开元路北侧，连接北侧站厅的非付费区。A口和D口设有无障碍电梯。
该站各出入口详细信息如下表所示。
| 贾河地铁站  | 贾河地铁站                 | 贾河地铁站 | 贾河地铁站   | 贾河地铁站 |
| 编号        | 路线                       | 路线       | 路线         | 备注       |
| ----------- | -------------------------- | ---------- | ------------ | ---------- |
| 忆江南1号线 | 忆江南公交站（中原影视城） | ⇆          | 文化路英才街 |            |

| 贾河地铁站  | 贾河地铁站                 | 贾河地铁站 | 贾河地铁站   | 贾河地铁站 |
| 编号        | 路线                       | 路线       | 路线         | 备注       |
| ----------- | -------------------------- | ---------- | ------------ | ---------- |
| 忆江南1号线 | 忆江南公交站（中原影视城） | ⇆          | 文化路英才街 |            |